# Xã Flowing, Quận Clay, Minnesota
Xã Flowing (tiếng Anh: Flowing Township) là một xã thuộc quận Clay, tiểu bang Minnesota, Hoa Kỳ. Năm 2010, dân số của xã này là 77 người.